# Cryptanusia gigantea
Cryptanusia gigantea är en stekelart som först beskrevs av Girault 1917.  Cryptanusia gigantea ingår i släktet Cryptanusia och familjen sköldlussteklar. Inga underarter finns listade i Catalogue of Life.